# Swen Nater
Swen Erick Nater (ur. 14 stycznia 1950 w Den Helder) – holenderski koszykarz, występujący na pozycji środkowego, uczestnik spotkań gwiazd ABA, wybierany do drugiego składu najlepszych zawodników tej ligi, debiutant roku. 
Nater urodził się w Holandii. Kiedy miał 3 lata rodzice rozwiedli się. Jego matka wyszła ponownie za mąż, jednak ze względu na pogarszającą się sytuację ekonomiczną zdecydowała się na wyjazd wraz z drugim mężem oraz najmłodszym synem do Stanów Zjednoczonych, pozostawiając Swena i jego siostrę w sierocińcu. Dzięki programowi telewizyjnemu It Could Be You rodzeństwo dostało szansę na dołączenie do rodziny. W ten sposób Nater znalazł się w USA, w wieku 9 lat, bez absolutnie żadnej znajomości języka. 
Z biegiem lat nauczył się języka angielskiego oraz otrzymał amerykańskie obywatelstwo. Po ukończeniu szkoły średniej kontynuował naukę oraz grę w koszykówkę w Cypress Junior College. Tam jako drugoroczniak (sophomore) został zaliczony do składu Community College All-American. Jego grę obserwowało wówczas wielu skautów z dywizji pierwszej NCAA. W rezultacie Nater zdecydował się na ofertę UCLA Bruins, którzy zaoferowali mu stypendium sportowe oraz możliwość walki o mistrzostwo. W ten sposób po roku (zgodnie z przepisami transferowymi NCAA) Nater zasilił szeregi Bruins, gdzie stał się zmiennikiem Billa Waltona. Nigdy nie rozpoczął spotkania w składzie wyjściowym, jednak nie miał z tym problemów i przyjął swoją rolę zmiennika oraz sparingpartnera Waltona. Zaowocowało to dwoma tytułami mistrzowskimi NCAA (1972-73). 
Już w 1972, a więc jeszcze w trakcie występów na uczelni, Nater został wybrany w drafcie do ligi ABA, przez zespół The Floridians. Niedługo potem drużyna została rozwiązana. W związku z tym w czerwcu tego samego roku zorganizowano ABA dispersal draft, w którym to został on wybrany ponownie, tym razem przez klub Virginia Squires. Było to możliwe ze względu na inne przepisy obowiązujące w lidze ABA. Po ukończeniu uczelni rok później Nater przystąpił także do draftu NBA, w którym to został wybrany przez Milwaukee Bucks z numerem 16 ogólnej listy. Stał się tym samym jedynym zawodnikiem w historii NBA, który został wybrany w pierwszej rundzie draftu, mimo iż nigdy nie rozpoczął spotkania NCAA w wyjściowym składzie.
Swój pierwszy kontrakt zawodowy podpisał ze Squires, występującymi w lidze ABA, jednak już 23 listopada 1973 został wysłany do San Antonio Spurs w zamian za wybór w drafcie oraz 300 000 dolarów. W swoim debiutanckim sezonie Nater notował średnio 14,1 punktu, 12,6 zbiórki, przy najwyższej w lidze skuteczności rzutów z gry - 55,2%. Wystąpił w ABA All-Star Game, otrzymał tytuł debiutanta roku, zaliczono go również do składu najlepszych debiutantów ligi oraz drugiego składu najlepszych zawodników. W kolejnym sezonie ponownie znalazł się w All-ABA Second Team oraz All-Star, zostając również liderem ligi w zbiórkach.
Ostatni sezon w ABA rozpoczął z New York Nets. Po rozegraniu 43 spotkań sezonu zasadniczego powrócił do zespołu z którym zaczynał swoją zawodową karierę, czyli Virginia Squires. Kiedy liga ABA została oficjalnie rozwiązana Nater trafił do Milwaukee Bucks, drużyny, która wybrała go przed laty w drafcie. Notował tam średnio 13 punktów i 12 zbiórek w meczu. 7 czerwca 1977 Bucks wytransferowali go do Buffalo wraz z wyborem pierwszy rundy draftu 1977 (Tate Armstrong) w zamian za inny wybór pierwszej rundy, którym okazał się później Marques Johnson. W barwach Braves Nater zanotował kolejne double-double (15,5 pkt, 13,2 zb), a w 1980 roku został liderem NBA w zbiórkach. 
10 października 1983, po straconym z powodu kontuzji sezonie, Nater został wymieniony do Lakers wraz z wybranym w drafcie Byronem Scottem. Clippers pozyskali za nich Eddiego Jordana, Norma Nixona, wybór drugiej rundy draftu 1986 (Jeff Hornacek) oraz wybór drugiej rundy draftu 1987 (Bruce Dalrymple). Z pełnym gwiazd zespołem Lakers dotarł do ścisłego finału ligi, tam jednak lepsi okazali się Celtics, zwyciężając po bardzo wyrównanej serii 4-3. Był to ostatni sezon Natera w NBA. Po jego zakończeniu próbował jeszcze swoich sił we Włoszech. Rozegrał w tamtejszej lidze 27 spotkań w barwach zespołu Udinese, notując 17,1 punktu oraz 13,6 zbiórki. Swoją karierę zakończył definitywnie w 1985.
Nater jest jedynym zawodnikiem w historii, który przewodził pod względem zbiórek zarówno w ABA (1975), jak i NBA (1980).

## Osiągnięcia

### College
- dwukrotny mistrz NCAA (1972-73)[1]
- Wybrany do składu Community College All-American (1970)

### ABA
- Debiutant Roku ABA (1974)[8]
- dwukrotny uczestnik meczu gwiazd ABA (1974, 1975)[4]
- Wybrany do:
  - I składu debiutantów ABA (1974)[9]
  - II składu ABA (1974-75)[8]
- Lider ABA w:
  - zbiórkach (1975)[5]
  - skuteczności rzutów z gry (1974)[9]

### NBA
- Wicemistrz NBA (1984)[7]
- Lider NBA w zbiórkach (1980)[6]
- Zawodnik tygodnia NBA (23.12.1979)[10]